# ريان هاو
ريان هاو (بالإنجليزية: Ryan Howe)‏ (20 سبتمبر 1993 في الولايات المتحدة - ) هو لاعب كرة قدم أمريكي في مركز الدفاع.

## وصلات خارجية
- ريان هاو على موقع قاعدة بيانات كرة القدم.إي يو (الإنجليزية)